# فردریک هکوود
فردریک هکوود (انگلیسی: Frederick Hackwood؛ ۱۸ آوریل ۱۸۵۱ – ۴ دسامبر ۱۹۲۶) Headmaster، نویسنده اهل بریتانیا بود.